# 氯化亚金
氯化亚金（氯化金(I)），又称一氯化金。是金元素的一种氯化物，化学式为AuCl。

## 制备
氯化亚金可以通过三氯化金的热分解来制备。

## 反应
虽然更高温度下如果氯气的压强合适它可以保持稳定，但是它在环境条件下处于亚稳态。与水共热时，氯化亚金会歧化成金属金和三氯化金：
3 AuCl → 2 Au + AuCl3
氯化亚金与溴化钾反应通过金的歧化反应得到溴金酸钾和氯化钾： 
3 AuCl + 4 KBr → KAuBr4 + 2 Au + 3 KCl

## 安全
氯化亚金对眼睛和皮肤具有刺激性，能损害肾脏功能并降低血细胞数目。一旦不慎接触，用肥皂水冲洗皮肤15分钟。